# Rio Sauer (França)
Sauer é um rio localizado na França.